# SN 2001ix
SN 2001ix – supernowa odkryta 9 grudnia 2001 roku w galaktyce A105218+5707. W momencie odkrycia miała maksymalną jasność 23,60m.